# نداء القلم الأعلى

نداء رب الجنود.

نداء القلم الأعلى هي مجموعة من ألواح بهاء الله، مؤسس الدين البهائي، والتي كُتبت لملوك وحكام العالم أثناء نفيه في أدرنة وفي السنوات الأولى من نفيه إلى بلدة عكا المحصنة (الآن في إسرائيل) عام 1868. ادعى بهاءالله أنه الموعود من جميع الأديان وجميع الأعصار، ودعا قادة الشرق والغرب للاعتراف به باعتباره الموعود. The Summons of the Lord of Hosts هي طباعة خمسة ألواح المميزة بخصوص هذه الموضوع.

## سورة الهيكل
انظر النص على الإنترنت هنا
سورة الهيكل هو عمل مركب يتكون من لوح متبوع بخمس رسائل موجهة إلى البابا بيوس التاسع ونابليون الثالث والقيصر ألكسندر الثاني ملك روسيا والملكة فيكتوريا وناصر الدين شاه قاجار. كُتبت الرسائل أثناء وجود بهاءالله في أدرنة، وبعد وقت قصير من اكتمالها، أمر بهاءالله بكتابة السورة والألواح على شكل «هيكل» نجمة خماسية، وأضاف إليه الخلاصة:
كذلك عمّرنا الهيكل بأيادي القدرة والاقتدار إن أنتم تعلمون،
هذا لهيكل الّذي وُعدتم به في الكتاب تقرّبوا إليه هذا خيرٌ لكم
إن أنتم تفقهون، أن أنصفوا يا ملأ الأرض هذا خيرٌ أم الهيكل
الّذي بُني من الطّين توجّهوا إليه كذلك أمرتم من لدی الله المهيمن
القيّوم.
كتب شوقي أفندي، الذي وصف اللوح بأنه أحد أكثر أعمال حضرة بهاءالله تحديًا أن سورة الهيكل «كلمات تكشف الأهمية التي أولاها لتلك الرسائل، وتشير إلى ارتباطها المباشر بنبوءات العهد القديم»، في إشارة إلى النبوءة حيث وعد زكريا بإعادة بناء الهيكل في نهاية الأزمنة. ورد في سفر زكريا:
"وَكَلِّمْهُ قَائِلًا: هكَذَا قَالَ رَبُّ الْجُنُودِ قَائِلًا: هُوَذَا الرَّجُلُ «الْغُصْنُ» اسْمُهُ. وَمِنْ مَكَانِهِ يَنْبُتُ وَيَبْنِي هَيْكَلَ الرَّبِّ.
فَهُوَ يَبْنِي هَيْكَلَ الرَّبِّ، وَهُوَ يَحْمِلُ الْجَلاَلَ وَيَجْلِسُ وَيَتَسَلَّطُ عَلَى كُرْسِيِّهِ، وَيَكُونُ كَاهِنًا عَلَى كُرْسِيِّهِ، وَتَكُونُ مَشُورَةُ السَّلاَمِ بَيْنَهُمَا كِلَيْهِمَا." (سفر زكريا 6: 12-13)
أشار شوقي أفندي في كتاب اليوم الموعود إلى إعادة بناء الهيكل كما تم في عودة ظهور الله في هيكل بشري. خلال فقرات عديدة في اللوح يخاطب بهاءالله الهيكل ويشرح المجد الذي أُنعم عليه. ذكر بهاءالله، ردًا على أحد الأسئلة، أن الهيكل هو شخص بهاءالله. كتب أديب طاهر زاده أنه «من الرائع معرفة أن من يتحدث بصوت الله في هذا اللوح هو نفسه الذي تحدث إليه».
فيما يتعلق بالهيكل، كتب بهاءالله أنه يشير إلى الهيكل البشري أو المادي للمظهر الإلهي (أنبياء ورسل الله). ويذكر أن المظاهر الإلهية هم مرآة نقية تعكس نور الله وتظهر جمال الله وعظمته للبشرية. يشرح بهاءالله أن مظهر الله في جوهرة هو بمثابة «معبد حي» وفي كل مرة يخاطب فيها بهاءالله هذا الهيكل يظهر تجليًا جديدًا من وحي الله.
الهيكل يمثل المظهر الإلهي الذي يتلقى الوحي الإلهي الله، ويأتي على شكل أنسان، له أعضاء يرمز كل منهم إلى إحدى علامات الله وصفاته. في هذا اللوح، يتم مخاطبة نظر هيكل ويطلب منه ألا ينظر إلى عالم الخليقة، بل يركز بدلاً من ذلك على جمال الله. إلى آذان هيكل يطلب بهاءالله أن يصمّ أمام أصوات الفجار وأن يستمع إلى كلام الله. ومخاطبًا اللسان يخبره أنه خلق لذكر اسم الله. إلى يد هيكل يطلب بهاءالله أن تمتد على البشرية جمعاء والإمساك بزمام الله في قبضتهم. أخيرًا، يصرح بهاءالله أنه من قلب الهيكل ستظهر المعرفة ويبرز العلماء الذين سيحققون إنجازات تكنولوجية.
رمز آخر استخدمه بهاءالله في وصف الهيكل هو من خلال الأحرف الأربعة (هـ، ي، ك، ل). يشرح بهاءالله في اللوح المعنى الروحي لكل حرف: هـ للهوية، ي للقدير، ك للكريم، ول لـلفضل.
فيما يتعلق بالرسائل الخمس الأخرى إلى الحكام التي تشكل النجمة الخماسية للهيكل، يخبرهم بهاءالله أنه مظهر الله لهذا اليوم، وعليهم قبول رسالته. الرسالة الأطول رسالة إلى ناصر الدين شاه قاجار، تم تسليمها للشاه من قبل بديع، الشاب الذي قتله الشاه بعد ذلك بوقت قصير.

## لوح الرئيس

محمد إسماعيل كاشاني ، أحد أتباع بهاءالله ، الذي نزلت بحقّه سورة الرئيس.

انظر النص على الإنترنت هنا
سورة الرئيس الذي يخاطب محمد أمين علي باشا، رئيس الوزراء العثماني، وقد كُتب في أغسطس 1868، عندما كان بهاءالله والبهائيون الآخرون يُنفون من أدرنة وبل إلى جاليبولي إلى وجهتهم النهائية وهي سجن مدينة عكا. نزلت سورة الرئيس ، المكتوب بالعربية، تكريماً لمحمد إسماعيل كاشاني، أحد المؤمنين ببهاءالله. يكتب بهاءالله في اللوح عن إساءة استخدام علي باشا للسلطة المدنية.
في اللوح، يخبر بهاءالله علي باشا، الذي يسميه رئيسًا، أن يستمع إلى صوت الله، وأنه لا توجد قوة على الأرض يمكنها منعه من إعلان رسالة الله وتحقيق هدفه. كما يتهم بهاءالله علي باشا بالتآمر مع سفير إمبراطورية قاجار لإيذائه، ويتوقع أنه بسبب هذا الظلم سيجد نفسه «خسارة واضحة». علاوة على ذلك، يقارن بهاءالله علي باشا بمن ثاروا على الأنبياء السابقين، مثل نمرود ضد إبراهيم، وفرعون ضد موسى، والإمبراطور الساساني ضد محمد.
بخصوص السلطان عبد العزيز، رئيس علي باشا، يتنبأ بهاءالله بأن السلطان لن يسيطر على أدرينوبل بعد الآن:
سوف تبدّل أرض السّرّ وما دونها وتخرج من يد الملك ويظهر
الزّلزال ويرتفع العويل ويظهر الفساد في الأقطار
موضوع آخر نوقش في اللوح هو أن بهاءالله يمجد رسالته ويتنبأ بأنها ستشمل الأرض كلها. كتب عن ظهوره:
هذا يومٌ لو أدركه محمّد رسول الله لقال قد عرفناك يا مقصود
المرسلين، ولو أدركه الخليل لَيضع وجهه علی التّراب خاضعًا لله ربّك
ويقول قد اطمئنّ قلبى يا إلٰه من في ملكوت السّمٰوات والأرضين،
وأشهدتنى ملكوت أمرك وجبروت اقتدارك أشهد بظهورك اطمئنّت
أفئدة المقبلين، لو أدركه الكليم لَيقول لك الحمد بما أريتنى جمالك
وجعلتنى من الزّائرين
يصف بهاء الله أيضًا طبيعة الروح. ويوضح أنه إذا اكتسبت الروح صفات روحية في هذا العالم فإنها ستتجه نحو الله. بعد الموت الجسدي تنفصل عن الجسد وتعيش في عوالم الله، ولكن إذا لم تكتسب الروح صفات روحية فإنها ستكون بعيدة عن الله.
فيما يتعلق بأهمية سورة الرئيس ، كتب بهاءالله، في لوح لاحق، أنه منذ لحظة كتابته، كان العالم في حالة ضيقة مستمرة وأن عملية كارثية هائلة قد انطلقت، ويحذر من أن العلاج الوحيد هو أن يقبل الناس رسالته.
انظر النص على الإنترنت هنا
لوح الرئيس موجه أيضًا إلى علي باشا. كتب بهاءالله هذا اللوح باللغة الفارسية بعد فترة وجيزة من سجنه في عكا (آب ١٨٦٨) بعد وقت قصير من وفاة ثلاثة من أتباعه.

## لوحفؤاد
انظر النص على الإنترنت هنا
لوح فؤاد الذي نزل عام 1869 كان موجهاً إلى سحايكه كاظم سمندر، وهو من مواليد قزوين، وأحد فرسان بهاءالله. كُتب اللوح باللغة العربية بعد وقت قصير من وفاة فؤاد باشا، وزير خارجية الإمبراطورية العثمانية، الذي أُقيل من منصبه عام 1869 وتوفي بعد ذلك بوقت قصير في نيس بفرنسا.
كان محمد فؤاد باشا متعاونًا وثيقًا مع الوزير الأعلى علي باشا، الذي نفى بهاءالله إلى سجن مدينة عكا. في اللوح، يوبخ بهاءالله فؤاد باشا ويذكر أن الله توفّاه كعقاب على إلحاق المعاناة ببهاءالله. يذكر بهاءالله أن روح فؤاد باشا ستواجه غضب الله في الآخرة.
ينذر بهاءالله في اللوح أيضًا بسقوط وخلع كل من السلطان عبد العزيز والوزير الأعلى علي باشا. بعد ذلك بوقت قصير، أُقيل علي باشا من منصبه وتوفي عام 1871. في ذلك الوقت، بدأت معارضة السلطان مما أدى إلى فقدانه للسلطة عام 1876، وقتل بعد أيام قليلة.
لعب تحقيق النبوءات في «لوح الفؤاد» فيما يتعلق بسقوط السلطان والفايزر دورًا مهمًا في تحول ميرزا أبو الفضل، أحد علماء الدين البهائي الأوائل.
تشمل الموضوعات الأخرى التي نوقشت في اللوح العواقب الروحية لإساءة استخدام السلطة وكذلك كسر العهد.

## سورة الملوك
انظر النص على الإنترنت هنا
سورة الملوك هو لوح كتبه بهاءالله وكان موجهًا بشكل جماعي لملوك الشرق والغرب. من المحتمل أن يكون اللوح قد كتب باللغة العربية في أوائل عام 1868 عندما كان في أدرانوبل.
يحتوي اللوح على ثلاثة محاور رئيسية: مسؤولية الملوك في قبول رسالته، بعض النصائح العامة للملوك والحكام، وعواقب عدم قبول رسالته. يكشف بهاءالله عن طبيعة رسالته للملوك ويطلب منهم قبول رسالته. ويذكر أنه مظهر الله في هذا العصر، وأن مهمته هي توحيد الجنس البشري. كما يحذر من عواقب عدم اتباع نصيحته. يعتبر اللوح بمثابة المرحلة الثالثة من ادعاء بهاءالله بمقام الذي سيظهره الله للعالم. كانت المرحلة الأولى عبارة عن إخبار بهاءالله لمن رافقوه إلى القسطنطينية في حديقة الرضوان . تألفت المرحلة الثانية من إعلان بهاءالله عن محطته لجميع أفراد المجتمع البابي في أدرنة من خلال ألواح مختلفة، وتألفت المرحلة الأخيرة من إعلان بهاءالله عن دعوته للعالم بأسره من خلال ملوكها وحكامها.
في اللوح، يوبخ بهاءالله الملوك أولاً على فشلهم في اتباع رسالة الباب، ثم يوبخهم أكثر لعدم قبولهم رسالته:
وقد ظهر الوجه عن خلف الحجبات واستنار منه كلّ من في السّمٰوات والأرضين، وأنتم ما توجّهتم إليه بعد الّذى خُلقتم له يا معشر السّلاطين
كما ينصح بهاءالله الملوك بالصفات التي يجب أن يتحلوا بها. وتشمل هذه التمسك بمخافة الله، واتباع قوانين الدين. ويذكر أن على الدول أن تعمل على تقليص الخلافات بينها. بهذه الطريقة، يمكن تقليل الأسلحة التي من شأنها ضمان سلامة العالم وتوفير المال للحكومات التي يمكن استخدامها لأغراض أخرى. يطلب من الملوك الحد من إسرافهم، وبدلاً من ذلك العيش باعتدال، حتى يتم تخفيف العبء على مواطنيهم، ويطلب منهم التعامل بعدل مع الجميع، وخاصة الفقراء. بعد أن نصح بهاءالله الحكام، يحذر من أنهم إذا لم يتبعوا نصائحه، فإن الله سيعاقبهم من جميع الجهات.
في حين أن اللوح موجه إلى جميع حكام العالم، فإنه يكتب أيضًا إلى بعض المجموعات المحددة. يكتب للمسيحيين أنه عودة يسوع:
أن يا ملوك المسيحيّة أما سمعتم ما نطق به الرّوح بأنّى ذاهب
وآتٍ فلمّا أتی في ظلل من الغمام كما صعد أوّل مرّة لـِمَ ما تقرّبتم به
لتفوزوا بلقائه وتكوننّ من الفائزين، وفي مقام آخر يقول فإذا جآء
روح الحقّ الآتى فهو يرشدكم وإذا جآئكم بالحقّ ما توجّهتم إليه
وكنتم بلعب أنفسكم لمن اللّاعبين، وما استقبلتم إليه وما حضرتم
بين يديه لتسمعوا آيات الله من لسانه وتطّلعوا بحكمة الله العزيز
الحكيم،
كما يخاطب بهاء الله السلطان عبد العزيز، الملك الوحيد الذي خاطب بشكل فردي، ويوبخه على تكليفه شؤون إمبراطوريته بوزراء يدعي أنهم ليسوا جديرين بالثقة. أما وزراء السلطان، فينتقدهم بهاء الله على أفعالهم التي يزعم أنها متعطشة للسلطة. أما رجال الدين في القسطنطينية فيستنكرهم لعدم استجوابهم لرسالة بهاء الله، وينتقدهم على أنهم من عبدة «الأسماء» ومحبي القيادة. يقول أنهم أموات روحيا. يوجه بهاء الله تحذيرًا إلى فلاسفة العالم ألا يفخروا بمعرفتهم، ويصرح أن جوهر الحكمة والمعرفة هو الاعتراف بظهور الله وتعاليمه.
في رسالة إلى سفير فرنسا في القسطنطينية، انتقد بهاء الله تعاونه مع سفير قاجار للتصدي له، وادعى أن السفير لم يكن يتبع تعاليم السيد المسيح. أما بالنسبة للسفير القاجاري ميرزا حسين خان، فإن بهاء الله يلومه على الأفعال التي ادعى بهاء الله أنها سببت ظلمًا لنفسه.

## اقتباسات
1. ↑  Baháʼu'lláh, Gleanings from the Writings of Baháʼu'lláh, p. 38 نسخة محفوظة 1 مارس 2021 على موقع واي باك مشين.

## روابط خارجية
- خدمة أخبار العالم البهائية: تم نشر مجلد جديد من الكتابات البهائية المقدسة، والتي تمت ترجمتها مؤخرًا وتضمنت دعوة حضرة بهاءالله لقادة العالم.
- خلاصة وافية عن استدعاء رب الجنود